# 佩德罗·巴罗斯
佩德罗·巴罗斯（葡萄牙語：Pedro Barros，1995年3月15日—），巴西男子滑板运动员，2016年世界滑板锦标赛男子碗池银牌得主、2017年世界滑板锦标赛男子碗池银牌得主、2018年世界滑板锦标赛男子碗池金牌得主、2020年夏季奥林匹克运动会男子碗池银牌得主、2023年世界滑板锦标赛男子碗池铜牌得主。